# Джералд Форд
Джералд Рудолф Форд мл. (на английски: Gerald Rudolph Ford, Jr.) (14 юли 1913 – 26 декември 2006) е 40–ият вицепрезидент на САЩ (1973 – 1974) и 38–ият президент на САЩ (1974 – 1977). Той е първият президент, който не е избран на избори. След оставката през 1973 г. на Спиро Агню, избран заедно с Никсън, Форд е номиниран за този пост от президента и е избран от Камарата на представителите и Сената, за да се спазят разпоредбите на 25–та поправка на Конституцията. Когато Никсън подава оставка на 9 август 1974 г., Форд става президент.
Той, заедно със своя вицепрезидент Нелсън Рокфелер, са единствените 2 души, станали вицепрезиденти, без да са избрани. След смъртта на Роналд Рейгън на 5 юни 2004 г. Джералд Форд умира на 26 декември 2006 г. на 93 години и 165 дни. Форд е най-дълго живелият президент на САЩ до 25 ноември 2017 г. когато рекордът му е подобрен от Джордж Буш-старши. На 16 март 2018 г. Форд бива надживян и от президента Джими Картър.

## Ранни години
Форд е роден в семейството на Лесли Кинг и Дороти Гарднър в Омаха, Небраска. Рожденото му име е Лесли Линч Кинг мл., но името му е променено след като майка му се жени повторно. Родителите му се развеждат два месеца след неговото раждане и майка му се омъжва за Джералд Форд, на който е наречен, но никога не е осиновен формално от него. Форд отраства в Гранд Рапидс, Мичиган. В училище има изключителни успехи в американски футбол и дори е обявен за най-полезен играч през 1934 г., а номерът му „34“ е изваден от употреба оттогава. В университета изкарва пари като мие чинии в студентското общежитие. След завършването му той отказа да се присъедини към Националната футболна лига. Учи в Юридическия факултет на Иейл и става един от инициаторите на движение, което има за цел САЩ да не вземе участие във Втората световна война. Форд завършва през 1941 г.

## Втора световна война
През 1942 г. постъпва в морския резерв на САЩ. След подготвителна програма в Анаполис става фитнес инструктор в подготвителен лагер в Северна Каролина. През 1943 г. започва служба на самолетоносач. Първоначално е назначен за директор по физическата подготовка и офицер в оръжейното отделение, а след това за асистент навигатор, като корабът му взема участие във всички големи бойни действия в Южния Пасифик. Уволнява се от армията като лейтенант.

## Парламент
Форд е член на Камарата на представителите за 24 години – от 1949 до 1973 г. и става лидер на малцинството от Републиканската партия. Форд е изключително популярен сред избирателите в своя окръг, като винаги е преизбиран с разлика от 60%. Той винаги остава в близка връзка с хората и по време на първата си кампания посещава фермите и обещава, че ако бъде избран, ще работи на нивата и ще дои кравите, обещание, което той изпълнява. По време на своя мандат е избран за член на Комисията Уорън, която разследва обстоятелствата около убийството на Джон Ф. Кенеди. В продължение на 8 години (1965 – 73) е лидер на малцинството и става известен със своята честност и ненатрапваща се личност. Често атакува президента Джонсън и неговата програма „Велико общество“ като ненужна и безсмислена. Той атакува провежданата от Джонсън политика спрямо Виетнамската война. Заедно със сенатор Дъркинс обикалят страната и предлагат алтернативен план на Републиканската партия за воденето на военните действия. Инициатор е за импийчмънта на съдията от Върховния съд Уилям Дъглас, като го обвинява, че подтиква към бунтовете в своите съдебни решения.

## Вицепрезидент
След като вицепрезидентът Агню Спиро подава оставка по време на мандата на Никсън, на 10 октомври 1973 г., президентът номинира Форд, да заеме мястото на Агню по силата на 25–та поправка – тя се прилага за първи път. Сенатът гласува за него с мнозинство 92 на 3 гласа на 27 ноември 1973 г., а Камарата на представителите го одобрява на 6 декември с 387 срещу 35 гласа. Форд дълги години е бил един от най-големите защитници на Никсън. Той пътува много като вицепрезидент и изнася множество речи в защита на изпитващия затруднения президент. Той изтъква множеството постижения на Никсън и твърди, че аферата Уотъргейт е само медийно събитие и трагична случка.

## Президентство
Когато Никсън подава оставка на 9 август 1974 г. в навечерието на сигурния му импийчмънт, Форд встъпва в президентството (по силата на 25–та поправка) с думите „нашият дълъг национален кошмар свърши“. На 20 август Форд номинира бившия губернатор на Ню Йорк Нелсън Рокфелер да запълни вицепрезидентското място, което той освобождава, като прилага 25–та поправка още веднъж.

### Амнистия на Никсън
На 8 септември 1974 г. Форд дава на Никсън пълна и безусловна амнистия за всички престъпления, които може би е изпълнил по време на президентския си мандат или за нещо друго, което е сторил. Форд обяснява, че тази амнистия е най-доброто, което може да се случи на страната.
По това време амнистията е приета противоречиво. Критиците на Никсън осмиват амнистията и твърдят, че тя е резултат на корупционна сделка, сключена между двамата мъже. Тези критици смятат, че амнистията е разменена срещу оставката на Никсън, която издига Форд на президентската позиция. Въпреки това няма никакви доказателства, че подобна размяна на услуги се е случила. Много историци смятат, че именно тези критики са причината Форд да изгуби изборите през 1976 г.
Съмненията около амнистията утихват и днес решението на Форд се цени, защото се смята, че с него той възстановява доверието на американците в публичния живот и политическата система. Наследникът на Форд, Джими Картър, започва речта си по встъпване в длъжност през 1977 г. с положителни думи за отиващия си президент „От мое име и от името на нашата нация, бих искал да благодаря на моя предшественик за всичко, което стори, за да излекува нашата страна.“

### Икономика
Икономиката е голямата грижа на администрацията на Форд. В отговор на нарастващата инфлация Форд прави телевизионно обръщение към нацията „да натисне инфлацията сега“ (whip inflation now или WIN), като призовава да се носят значки с надпис WIN. Но доста хора смятат, че това е просто рекламен трик, който не предлага ефективен път за излизане от трудностите. По това време инфлацията е около 7%, сравнително ниска погледната от сегашна гледна точка, но все пак достатъчна да обезкуражи инвестициите и да тласне капиталите извън границата.

### Външна политика
Форд се сблъсква с криза и във външната политика – „Инцидентът Маягуез“. През май 1975 г., малко след като Червените кхмери вземат властта в Камбоджа, камбоджанци завземат американския търговски кораб „Маягуез“ в международни води. Форд изпраща морски пехотинци да спасят екипажа, но те се озовават на грешен остров и срещат неочаквано силна съпротива, точно по времето, когато моряците са освободени без знанието на САЩ. Във всички фази на операцията са убити петдесет души, а 41 са ранени, като се смята, че трима са изоставени живи и впоследствие са екзекутирани, убити са и 23 морски пехотинци и други, а от червените кхмери загиват 60 цивилни и още 300 войници.
Президентството на Форд се свързва с окончателното оттегляне на американските войски от Виетнам. На 29 април и сутринта на 30 април американското посолство в Сайгон е евакуирано и светът вижда хаотичните сцени от мястото на събитието.

### Опити за покушения
На 5 септември 1975 г., докато е в Сакраменто (Калифорния) Линет Фром, последователка на Чарлз Менсън насочва Колт 45 калибър в стомаха на Форд, докато той се здрависва с почитатели. Тя дърпа спусъка, но пистолетът засича. Сикрет сървиз я обезвреждат преди да успее да направи нещо друго.
Седемнадесет дни по-късно друга жена – Сара Джейн Мур – също се опитва да убие Форд в Сан Франциско, но опитът ѝ за стрелба е предотвратен от един от присъстващите, Оливър Сипъл, който удря ръката ѝ и отклонява нейния изстрел.

## Избори от 1976 г.
Широко е разпространено мнението, че амнистията, която Форд дава за Никсън, а и продължаващите икономически трудности му костват изборите през 1976 г. Допълнителна пречка е може би и силната конкуренция за номинацията на Републиканската партия от страна на Роналд Рейгън. Освен това, Форд прави значителен гаф по време на втория президентски дебат, когато настоява, че Източна Европа не е под доминацията на Съветския съюз. Картър отговаря, че ще му е интересно Форд да убеди американците от чешки и полски произход, че техните страни не живеят под доминацията на СССР. На 30 октомври 1975 г. неговият отказ да отпусне федерална помощ на Ню Йорк кара вестник „Ню Йорк Дейли Нюз“ да перифразира поведението на Форд в следното заглавие „Форд към града: Умри веднага“.
Ако Форд беше спечелил изборите, той нямаше да има право да се кандидатира през 1980 г. поради действието на 22–та поправка.

## Следващи избори
По време на Конвента на Републиканската партия през 1980 г. Форд е номиниран за вицепрезидент в тандем с Роналд Рейгън. Много сериозни дискусии се водят между представителите на двамата мъже (Хенри Кисинджър е бил представител на Форд). Поради натрупания опит от Форд докато е бил президент той иска изключително много права, ако бъде избран с Рейгън и така е щяло да се стигне до един вид „съпрезидентство“.
Рейгън не е склонен да приеме тези предложения (а дали те отговарят на Конституцията също е спорно) и настоява на своя избор – Джордж Хърбърт Уокър Буш, който е бил и основният му съперник по време на първичните избори на Републиканската партия.
Когато Форд участва в Конвента на Републиканската партия през 2000 г., получава 2 леки удара, но след това се възстановява.

## След президентството
Форд остава сравнително активен бивш президент и в годините след президентството участва в мероприятия от историческо и церемониално значение. През 1981 г. отваря Музея Джералд Форд и Библиотеката Джералд Форд. Форд остава голям фен на отбора по американски футбол на Мичиган. Образът му се вписва в популярната култура и неговата фигура се появява в анимационните серии The Simpsons и в шоу предаването „Събота вечер на живо“ (Saturday Night Live), а през 21 декември 1983 г. играе себе си в „Династия“ (Dynasty).
Форд остава ангажиран по много от въпросите, които вълнуват американската нация. Той заема центристко–консервативни позиции по време на своята кампания за президент през 1976 г. и става водещият поддръжник на правото на аборт в Републиканската партия. Освен това е поддръжник на гражданските съюзи между гей двойки и призовава републиканците да не подкрепят импийчмънта на Бил Клинтън. Форд остава умерен републиканец и известен противник на религиозната десница в Републиканската партия.

## Отличия
Форд е удостоен с Президентския медал на свободата през 1999 г. от президента Бил Клинтън за усилията, които е положил да обедини нацията след скандала Уотъргейт. В Мичиган има летище, наречено на негово име.
През 2001 г. Форд е удостоен с „Образи на куража“ – престижна награда, давана от Фондацията на Библиотеката на „Джон Ф. Кенеди“ за политическа смелост.